# 112 Pułk Artylerii Ciężkiej

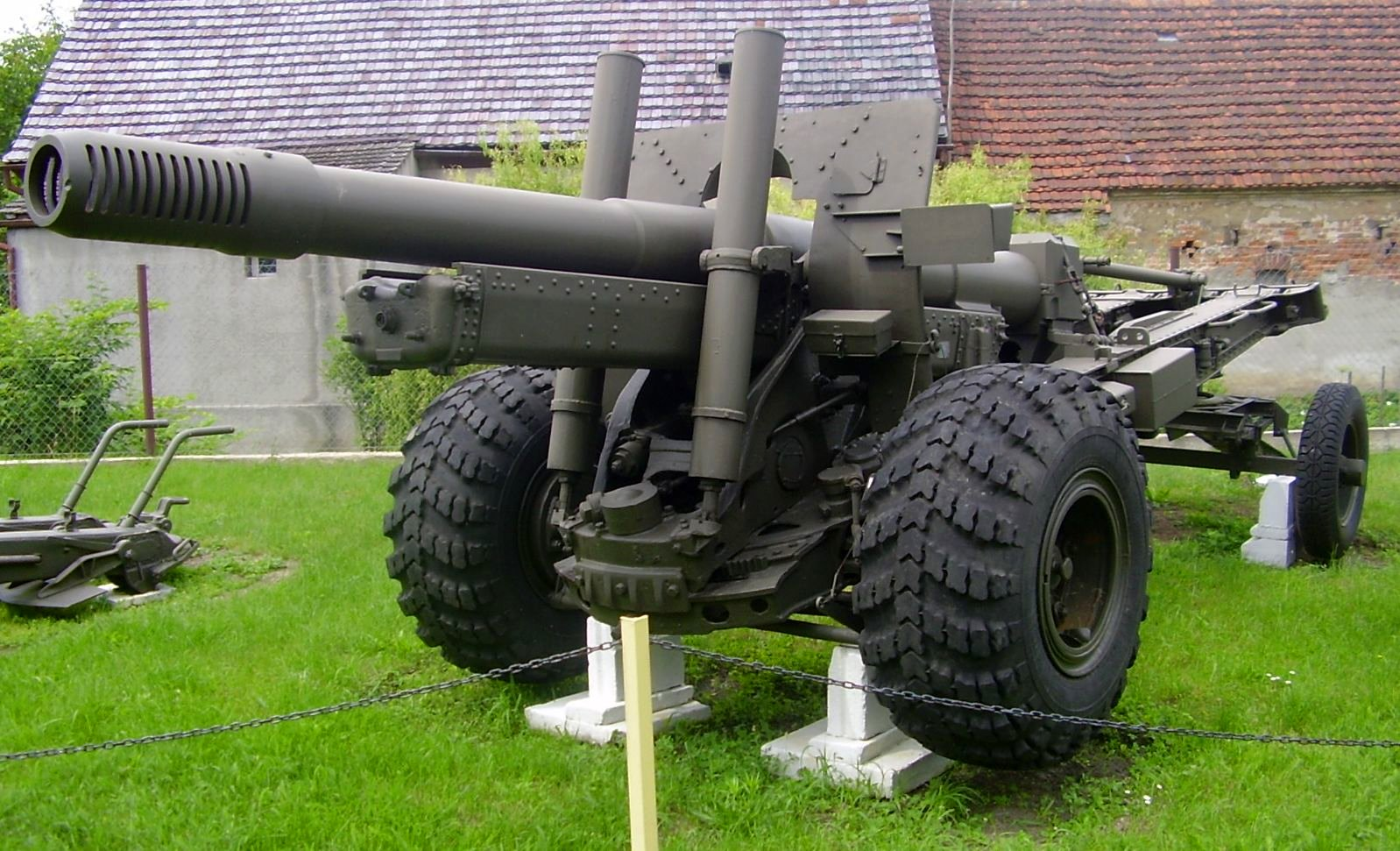
152 mm haubicoarmata wz. 1937 (MŁ-20)

112 Pułk Artylerii Ciężkiej (112 pac) – oddział artylerii ciężkiej ludowego Wojska Polskiego.
W wyniku wprowadzenia planu przyśpieszonego rozwoju WP na lata 1951- 1953, 1 sierpnia 1951, rozpoczęto w Głogowie formowanie 112 Pułk Artylerii Ciężkiej.

## Dowódcy pułku
- ppłk Henryk Poźlewicz (1.08.1951 – 29.10.1955)
- mjr Kazimierz Makolądra (29.10.1955 – 09.1956)

## Skład organizacyjny
- Dowództwo pułku – Głogów[a]
- dwa dywizjony artylerii ciężkiej

Pułk liczył 16 armato-haubic 152 mm wz 37, 26 ciągników artyleryjskich, 24 samochody ciężarowe, 6 specjalnych i 5 osobowych

## Przeformowanie
W 1956 przeformowano 112 Pułk Artylerii Ciężkiej na 112 Pułk Artylerii Armat. Pułk w nowej strukturze posiadał jeden dywizjon artylerii ciężkiej i jeden dywizjon artylerii armat oraz dywizjon szkolny.
Schemat

112 Pułk Artylerii Ciężkiej (1951-1955) → 112 Pułk Artylerii Armat (1955-1956) →  31 Brygada Artylerii Armat (1956-1967) → 5 Pomorska Brygada Artylerii Armat (1967-1991) → 5 Brygada Artylerii Armat